# Can Riereta
Can Riereta és una casa entre mitgeres situada al nucli urbà d'Hostalric (Selva), al carrer Major. És una obra inclosa en l'Inventari del Patrimoni Arquitectònic de Catalunya.

## Descripció
Consta de planta baixa i tres pisos. Ràfec triple i coberta a dues vessants amb teula àrab. A la planta baixa hi ha una porta adovellada i amb arc de mig punt, i al costat una porta amb arc pla i llinda de pedra. Al primer pis, tres obertures amb llinda de pedra, una d'elles, la més gran, té un balcó que irromp l'arc de mig punt de la porta principal. Al segon pis tornem a trobar la mateixa estructura, però en aquest cas l'obertura amb balcó es troba al centre. El tercer pis, sembla haver estat afegit posteriorment, hi ha ha dues finestres amb arc de mig punt i amb balaustrada en pedra.

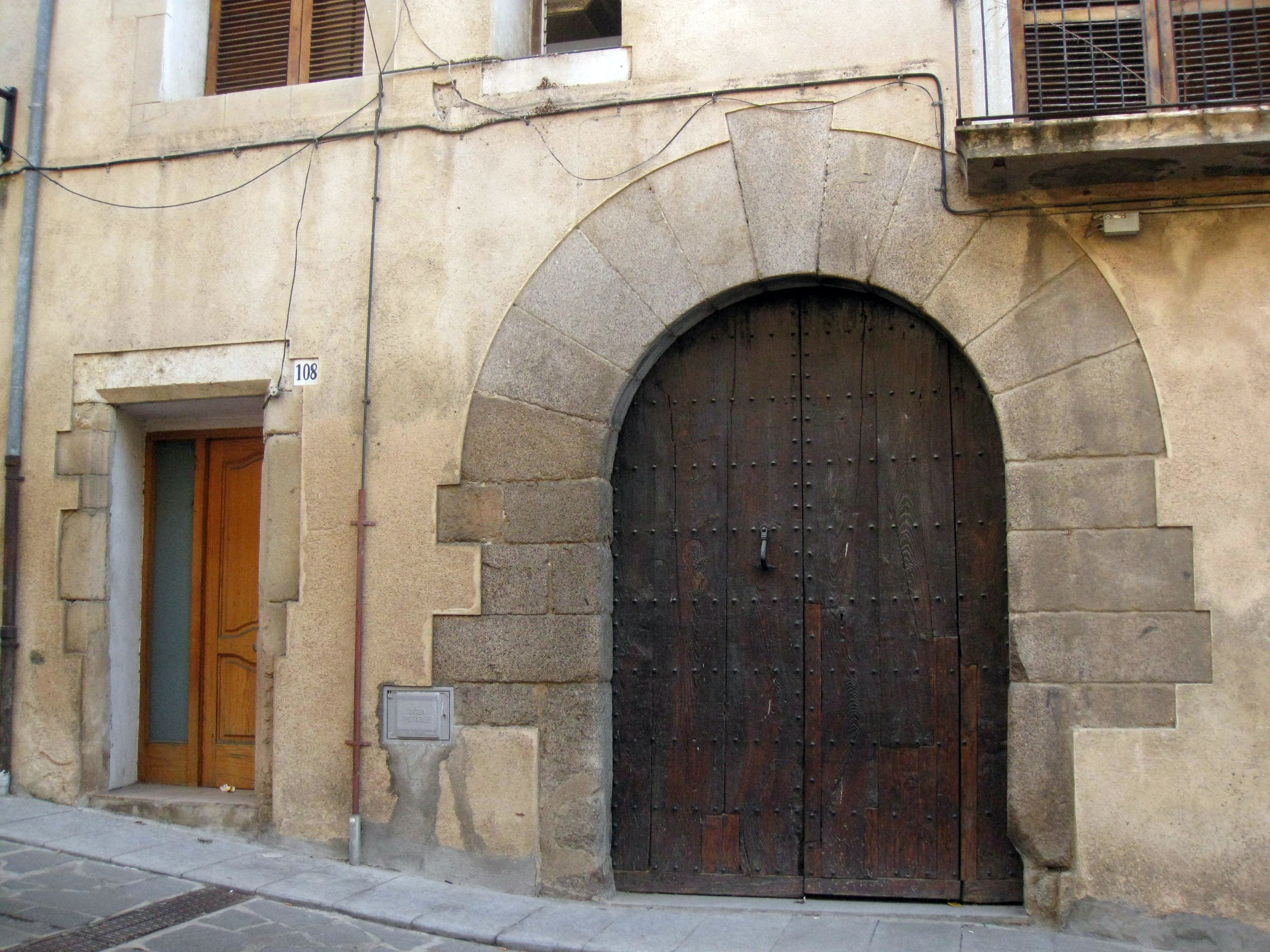
Portals

La casa era propietat de la família Vallicrosa.